# Lorena (Fußballspielerin)
Lorena da Silva Leite, oder kurz einfach Lorena (* 6. Mai 1997 in Ituverava, SP), ist eine brasilianische Fußballtorhüterin.

## Karriere

### Verein
Ihre erste Station im Erwachsenenbereich war bei Sport Recife, wo sie von ihrem ehemaligen Jugendklub Centro Olímpico hin wechselte. Dort war sie zwar Teil des Kaders der ersten Mannschaft, war jedoch im Tor nur die dritte Wahl. Seit 2019 steht sie bei Grêmio Porto Alegre unter Vertrag, wo sie auch schon in ihrer Jugend eine Zeit lang gespielt hatte.
Anfang 2023 erlitt sie einen Kreuzbandriss, fiel für elf Monate aus und konnte erst ab Februar 2024 wieder spielen.

### Nationalmannschaft
Mit der brasilianischen U20 nahm sie an der Weltmeisterschaft 2016 teil, kam hier jedoch nicht zum Einsatz.
Bei der A-Nationalmannschaft hatte sie ihr Debüt im Jahr 2021. Hier machte sie, nachdem sie erstmals im Mai nominiert, wurde, ihr Debüt bei einem Einladungsturnier in Manaus am 29. November bei einem 4:1-Sieg über Venezuela. Ein Jahr später bekam sie dann auch einen Platz im Kader der Mannschaft bei der Copa América 2022. Dort wurde sie zur Stammtorhüterin und am Ende gewann sie mit ihrer Mannschaft das Turnier durch einen 1:0-Sieg über Kolumbien im Finale und wurde so Südamerikameister. Dies qualifizierte ihre Mannschaft dann zugleich zudem noch für die Weltmeisterschaft 2023.
Im Juli 2024 reiste Lorena mit der Auswahl als Teil des Olympiakaders nach Paris. In dem Turnier war sie Stammtorhüterin und bestritt alle sechs möglichen Spiele, welche sie ins Finale und zum Gewinn der Silbermedaille führten. Bei der Copa América 2025 stand Lorena weiter als Stammtorhüterin zur Verfügung, konnte aber bei der erfolgreichen Titelverteidigung nicht in allen Spielen antreten.

## Erfolge
Nationalmannschaft
- Silbermedaille bei den Olympischen Spielen: 2024
- Copa América: 2022, 2025

Grêmio
- Staatsmeisterschaft von Rio Grande do Sul: 2022

Auszeichnungen
- Copa América der Frauen: Beste Torhüterin 2022[2]